# Oxalis salteriana
Oxalis salteriana är en harsyreväxtart som beskrevs av V.V.Byalt. Oxalis salteriana ingår i släktet oxalisar, och familjen harsyreväxter. Inga underarter finns listade i Catalogue of Life.